# Athletics Integrity Unit
Athletics Integrity Unit – niezależna organizacja międzynarodowa z siedzibą w Monako, powołana przez IAAF w celu zapewnienia uczciwości w lekkoatletyce, głównie poprzez walkę z dopingiem, funkcjonująca od kwietnia 2017.

## Historia
Athletics Integrity Unit rozpoczęła swoją działalność 3 kwietnia 2017. Została utworzona przez IAAF jako główny element programu reform dotyczących uczciwości w lekkoatletyce (jego autorem był ówczesny przewodniczący IAAF – Sebastian Coe), przygotowanego w celu odzyskania przez lekkoatletykę wiarygodności po skandalach dopingowych i korupcyjnych. Pierwszym prezydentem zarządu AIU został David Howman, który do 2016 roku przez 13 lat pełnił funkcję dyrektora generalnego Światowej Agencji Antydopingowej. W czerwcu 2017 przewodniczącym organizacji został Brett Clothier. AIU w ramach swych działań między innymi zastąpiło istniejący wcześniej w ramach IAAF departament do spraw walki z dopingiem. Organizacja działa w pełni niezależnie od IAAF i ma swoją siedzibę w Monako.

## Działalność
W ramach swoich działań AIU walczy ze związanymi z lekkoatletyką nadużyciami w kwestiach:
- naruszeń przepisów antydopingowych[1],
- manipulacji wynikami zawodów[1],
- łapówek i korupcji[1],
- zakładów bukmacherskich[1],
- manipulacji dotyczących wieku[1],
- zmian reprezentowanych przez zawodników państw[1].

Działalność AIU polega m.in. na pozyskiwaniu i analizie danych oraz informacji, przeprowadzaniu testów antydopingowych, przeprowadzaniu procesów dyscyplinarnych, czy edukacji i komunikacji.

## Wyniki prac
W 2017 roku budżet organizacji wyniósł 7 139 889 $, z czego 4 715 136 $ przeznaczono na program testów antydopingowych. W ramach swoich działań AIU pobrała 9730 próbek do badań antydopingowych (w tym 1513 podczas Mistrzostw Świata w Lekkoatletyce 2017), przeprowadziła 120 postępowań dyscyplinarnych (118 dotyczących naruszeń przepisów antydopingowych i 2 bez związku z dopingiem), zajmując się między innymi sprawami dotyczącymi rosyjskiego skandalu dopingowego i raportami McLarena, a także 60 dochodzeń (29 związanych z dopingiem, a 31 z podejrzeniem naruszeń uczciwości).
W roku 2018 budżet wzrósł do 8 645 446 $, z czego na program testów antydopingowych przeznaczono 3 618 438 $. W sumie pobranych zostało 8489 próbek, AIU przeprowadziła 349 procesów dyscyplinarnych (346 związanych z dopingiem i 3 bez takiego związku) i 78 dochodzeń (30 związanych z dopingiem, 24 z korupcją i 24 z innymi podejrzeniami naruszeń uczciwości).

## Zarząd
Przewodniczącym AIU jest obecnie (stan na listopad 2019) Brett Clothier, który wchodzi także w skład pięcioosobowego zarządu AIU.
Aktualnie (stan na listopad 2019) w skład zarządu Athletics Integrity Unit wchodzą także:
- David Howman – prezydent[1],
- Marc Peltier – członek zarządu[1],
- Andrew Pipe – członek zarządu[1],
- Abby Hoffman – członek zarządu (bez prawa głosu)[1].